# Книга на пророк Авдий
Книга на пророк Авдий е книга от Стария завет на Библията, 4-тата от книгите на 12-те малки пророци в Библията. Съдържа предсказания за възстановяването на Израел, след като е превзет от врагове и за Божествения съд над Идумея (Едом), чиито войски са им помагали.
Текстът се състои от една единствена глава разделена на 21 стиха, което я прави най-кратката книга в Библията.

## Време и авторство
Датата на съставянето и написването на книгата е спорна, поради липсата на лична информация за Авдий (Овадия) и семейството му и за историческата му среда. 
За ориентация може да се използва съдържанието на самото пророчество, което насочва към 2 основни исторически контекста, определящи го или като съвременник на пророк Илия или като съвременник на пророк Йеремия. Първият е свързан с периода (853 – 841 г. пр.н.е.), когато Йерусалим е завладян от филистимци и араби по време на властването на Йорам от Юда, а вторият (и общоприет) - с времето на завземането на Йерусалим от цар Навуходоносор II от Вавилон (607 – 586 г. пр.н.е.) и т.нар. Вавилонски плен.
Възможно е пророчествата на Авдий и Йеремия да се основават на общ източник или да има заимствания между тях. Смята се, че Книгата на Авдий 1-9 съдържа паралели към книгата на пророк Йеремия 49:7-22 - за 4-тата година на власт на цар Йоаким (604 г. пр.н.е.), а Авдий 11-14 насочва към унищожението на Йерусалим от Навуходоносор II през 586 г. пр.н.е.. През по-голямата част от историята на Юдея Идумея е контролирана абсолютно от Йерусалим като васална държава, но по време на обсадата на Йерусалим от този владетел (597 г. пр.н.е) евреите са победени от него и вождовете й застават на страната на по-силния. Той премахва царя на Юдея и назначава своя марионетка за цар. Впоследствие едомците помагат на вавилонците да ограбят и разрушат града, а голяма част от жителите му са преселени.